# Тарквини, Грегорио
Грегорио Тарквини (Gregorio Tarquini) — католический церковный деятель XII века. Возведён в ранг кардинала-дьякона церкви Санти-Серджо-э-Бакко на консистории в декабре 1122 года. Участвовал в выборах папы Гонория II (1124 год), Иннокентия II (1130 год), Целестина II (1143 год) и Луция II (1144 год). В 1143 году стал кардиналом-протодьяконом.